# Nas ne dogonjat
Nas ne dogonjat (russisch Нас не догонят; deutsch „Man wird uns nicht einholen“) ist die zweite Single des russischen Pop-Duos t.A.T.u. von deren 2001 erschienenen Debütalbum 200 Po Wstretschnoi. Der Song wurde offiziell nie als CD oder Kassette veröffentlicht, sondern lediglich als Musikvideo. In Polen erschien zwar 2003 eine CD, die den Song enthält, diese wurde aber nie als offizielle Single für den Song beworben. Gleiches gilt für den Single-Download, der seit 2004 bei iTunes erhältlich ist.

## Produktion
Geschrieben wurde das Lied von Jelena Kiper, Waleri Poljenko und Sergio Galoyan. Dieses Team hatte bereits für t.A.T.u.s ersten großen Hit Ja soschla s uma verantwortlich gezeichnet. Das Einsingen im Tonstudio nahm eine volle Woche in Anspruch, was Nas ne dogonjat zu dem Song des Albums macht, der mit Abstand die längste Produktionszeit aufweist. Der englischsprachige Gegenpart zu Nas ne dogonjat wurde 2002 aufgenommen, im Mai 2003 veröffentlicht und heißt Not Gonna Get Us. Darüber hinaus existiert im Internet eine Demo-Aufnahme des Liedes, in dem es noch „Begite sa nami“ heißt und der Liedtext Julija Wolkowas sowie der Refrain deutliche Unterschiede zum späteren Original aufweisen.

## Veröffentlichung und Erfolg
Lied und Musikvideo wurden am 21. Mai 2001 über verschiedene Musikkanäle erstmals ausgestrahlt. Im November desselben Jahres debütierte Nas ne dogonjat in den osteuropäischen Ländern Polen, Bulgarien, Tschechien und der Slowakei, im Sommer 2002 auch in Rumänien und Lettland. In Lettland landete die Single auf Platz fünf der Hitparade, in allen anderen Ländern erreichte sie Platz eins. Mit insgesamt sieben Wochen an der Chartspitze (Vom 22. Juli bis zum 9. September 2002) erzielte das Lied in Rumänien den größten Erfolg. Nas ne dogonjat erreichte sehr gute Sendewerte im Radio und auf Musiksendern, ähnlich wie die Vorgängersingle Ja soschla s uma. Am 23. Mai 2002 wurde das Lied als bester russischer Song des Jahres 2001 mit dem „Ovatsiya-Award“ ausgezeichnet.
2010 belegte das Lied Platz acht der Top 100 des polnischen Musiksenders VIVA bei dessen Auflistung der besten Lieder der vergangenen zehn Jahre.
Nas ne dogonjat taucht als Soundtrack in mehreren Filmen auf, so beispielsweise in einer inoffiziellen Remixversion im Film The Code – Vertraue keinem Dieb, in seiner Originalfassung in Lilja 4-ever und im russischen Kriegsfilm Chechenia Warrior 3.

## Musikvideo
Das Musikvideo zu Nas ne dogonjat ist bis heute das teuerste jemals in Russland produzierte Musikvideo. Es zeigt die beiden Sängerinnen Julija Wolkowa und Jelena Katina, wie sie mit einem Lastwagen von einem eingezäunten Flugfeld fliehen und danach mit diesem Lastwagen durch das verschneite Sibirien rasen. In dem Video taucht auch der Produzent des Liedes und damalige Manager der Gruppe, Iwan Schapowalow, auf. Er stellt einen Straßenarbeiter dar und wird zu Beginn des Videos von den beiden Protagonistinnen überfahren. Teilweise sind die beiden Sängerinnen auch auf dem Dach der Fahrerkabine zu sehen, bei diesen Szenen kamen Doubles (Varvara Nikitina und Anastasia Iwanowa) zum Einsatz. Das Musikvideo wurde zu einem großen Teil von an Hubschraubern befestigten Kameras aus der Vogelperspektive gefilmt. Der Videodreh, der bei einer Außentemperatur von −18 °C stattfand, dauerte drei Tage. Die Anfertigung der Innenaufnahmen im Lastwagen nahm drei Stunden in Anspruch.

## Kritik
Im Moskowski Komsomolez wurde das Lied als „sehr süßer, verführerischer Dance-Pop“ bezeichnet. Das Musikvideo wurde als „toller Film“ gelobt.

## Verwendung bei sportlichen Großereignissen
Im Rahmen der Olympischen Winterspiele 2014 im südrussischen Sotschi kam dem in Russland sehr populären Titel neue Bedeutung zu. Katina und Wolkowa sangen das Lied, zu jenem Zeitpunkt fast drei Jahre nach der offiziellen Auflösung des Duos t.A.T.u., vor großem Publikum während der Eröffnungsfeierlichkeiten am 7. Februar im Olympiastadion Sotschi. Ferner fungierte Nas ne dogonjat als Erkennungsmelodie der russischen Olympioniken bei deren Einzug ins Stadion.
Im Mai selben Jahres wurde „НАС НЕ ДОГОНЯТ!!!“, der Liedtitel in kyrillischer Schriftform, als offizielles Motto der russischen Fußballnationalmannschaft zur Fußball-Weltmeisterschaft 2014 in Brasilien vorgestellt. Für die englischsprachige Entsprechung wurde der Titel in „No one can catch us“ übersetzt.

## Trivia
- Nas ne dogonjat war 2002 in Russland mit fast 60.000 Downloads die am häufigsten als Handy-Klingelton genutzte Melodie.[11]
- Noch heute ist die kyrillische Schreibweise des Songtitels (Нас не догонят) als Aufkleber auf vielen Autos in Russland zu finden, vornehmlich auf Sportwagen.[12]
- Auf dem 2006 erschienenen Kompilations-Album The Best wird der Liedtitel fälschlicherweise Nas Ne Dagoniat geschrieben. Die korrekte englische Transkription lautet Nas Ne Dogonyat.
- Die Spielewebseite Newgrounds veröffentlichte am 30. Januar 2007 ein Videospiel basierend auf dem Musikvideo zu Nas ne dogonjat, beziehungsweise Not Gonna Get Us. Es wurde von einem Hobby-Entwickler erstellt und erschien sowohl in russischer Sprache als auch auf Englisch.[13]

## Titelliste der Single
| #  | Titel                                              | Dauer |
| -- | -------------------------------------------------- | ----- |
| 1. | Nas ne dogonjat (200 km/h in the Wrong Lane-Edit)  | 4:20  |
| 2. | Ja soschla s uma (200 km/h in the Wrong Lane-Edit) | 3:34  |
| 3. | 30 Minutes                                         | 3:17  |
| 4. | All the Things She Said                            | 3:34  |